# Rochester (Indiana)
Rochester város az USA Indiana államában. Lakosainak száma 6270 fő (2020. április 1.).

## Népesség
A település népességének változása:

| 2010 | 6 218 |
| 2020 | 6 270 |